# Vlag van Zadar

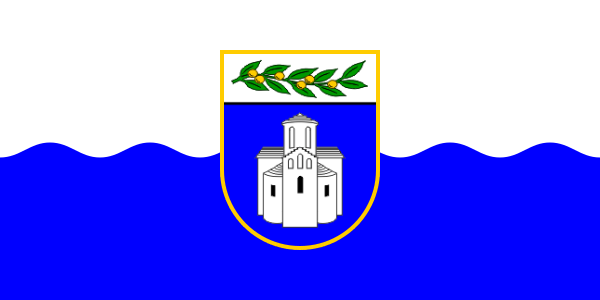
Vlag van Zadar (ratio 1:2)

De vlag van Zadar heeft twee horizontale banen wit en blauw, gescheiden door een golvende lijn. In het midden staat het provinciewapen omringd door een gele rand. De vlag is aangenomen in 12 juni 1998. Zadar is ontstaan na de reorganisatie in 1997 uit het gebied Zadar-Knin (1993). Een prijsvraag voor een wapen- en vlagontwerp is gewonnen door Bojan Livaković. Het wapen is blauw en bevat de kerk van het Heilige Kruis in Nin, gebouwd in de 9de eeuw - Nin was in 864 het eerste bisdom in Kroatië; het schildhoofd is wit met een groene olijftak, symbool van het traditionele product van de streek alsook voor vrede.